# Petlyakov Pe-2
O Petlyakov Pe-2 foi um bombardeiro leve soviético, usado durante a Segunda Guerra Mundial. Foram produzidas 11427 unidades. Podia desempenhar missões de bombardeamento, bombardeamento de mergulho, aeronave de reconhecimento e caça pesado. Foi desenhado por Vladimir Petlyakov.